# Linde socken, Västmanland
Linde socken (före 1927 Lindesbergs socken) i Västmanland ingick i Lindes och Ramsbergs bergslag, uppgick 1969 i Lindesbergs stad och området ingår sedan 1971 en del av Lindesbergs kommun i Örebro län, från 2016 inom Lindesbergs och Guldsmedshyttans distrikt.
Socknens areal är 504,19 kvadratkilometer, varav 459,09 land. År 1950 fanns här 8 485 invånare. Tätorterna Storå och Guldsmedshyttan och bruksorterna Vedevåg och Siggebohyttan ligger i socken. Sockenkyrkan Lindesbergs kyrka delades med Lindesbergs stad och ligger i staden. 

## Administrativ historik
Linde socken har medeltida ursprung och omnämns från 1384. Troligtvis tillhörde socknen ursprungligen landskapet Närke. Den första stenkyrkan på kyrkans nuvarande plats tros ha byggts under mitten av 1300-talet. 1589 utbröts Ramsbergs socken. 1643 utbröts Lindesbergs stad och Lindesbergs stadsförsamling. Socknen hade före 1643 även kallats Lindesbergs socken och efter delningen fick den kvarvarande socknen det namnet Lindesbergs landsförsamling/Lindesbergs socken.
Vid kommunreformen 1862 övergick socknens ansvar för de kyrkliga frågorna till Lindesbergs landsförsamling och för de borgerliga frågorna till Lindesbergs landskommun. Landskommunen bytte namn 1927 till Linde landskommun vilken uppgick 1969 i Lindesbergs stad som 1971 ombildades till Lindesbergs kommun. Till församlingen inkorporerades 1872 Vedevågs bruksförsamling (hade egen kyrkobokföring 1764-1871) och 1896 utbröts Guldsmedshyttans församling. 1927 namnändrades församlingen till Lindes församling. 1967 uppgick Lindes församling i Lindesbergs stadsförsamling och fick då namnet Lindesbergs församling. 2010 uppgick församlingen i Linde bergslags församling, vari även Guldsmedshyttans församling uppgick 2016.
1 januari 2016 inrättades distrikten Lindesberg och Guldsmedshyttan, med samma omfattning som motsvarande församling hade 1999/2000 och fick 1967 och 1896, och vari detta sockenområde ingår.
Socknen har tillhört fögderier, tingslag och domsagor enligt vad som beskrivs i artikeln Lindes och Ramsbergs bergslag.

## Geografi
Linde socken ligger i Arbogaåns övre lopp kring sjöarna Råsvalen och Usken. Socknen har odlingsbygd i ådalarna och vid sjöarna och är i övrigt en kuperad skogsbygd med höjder som i nordväst når 395 meter över havet.

## Fornlämningar
Gravrösen och stensättningar är funna.

## Namnet
Namnet (1383 Linde) kommer troligen från byn Lindeby, som fått sitt namn efter Lindesjön. Förleden innehåller linde, 'bestånd av lind'.

## Befolkningsutveckling
| Befolkningsutvecklingen i Linde socken, Västmanland 1810–1960 | Befolkningsutvecklingen i Linde socken, Västmanland 1810–1960 | Befolkningsutvecklingen i Linde socken, Västmanland 1810–1960 | Befolkningsutvecklingen i Linde socken, Västmanland 1810–1960 | Befolkningsutvecklingen i Linde socken, Västmanland 1810–1960 |
| --- | ------------------------------------------------------------- | ------------------------------------------------------------- | ------------------------------------------------------------- | ------------------------------------------------------------- |
| |                                                               |                                                               |                                                               |                                                               |
| År |                                                               |                                                               | Folkmängd                                                     |                                                               |
| 1810 | 1810                                                          |                                                               | 4 732                                                         |                                                               |
| 1820 | 1820                                                          |                                                               | 4 790                                                         |                                                               |
| 1830 | 1830                                                          |                                                               | 5 651                                                         |                                                               |
| 1840 | 1840                                                          |                                                               | 6 577                                                         |                                                               |
| 1850 | 1850                                                          |                                                               | 7 521                                                         |                                                               |
| 1860 | 1860                                                          |                                                               | 8 249                                                         |                                                               |
| 1870 | 1870                                                          |                                                               | 8 792                                                         |                                                               |
| 1880 | 1880                                                          |                                                               | 9 305                                                         |                                                               |
| 1890 | 1890                                                          |                                                               | 8 961                                                         |                                                               |
| 1900 | 1900                                                          |                                                               | 9 104                                                         |                                                               |
| 1910 | 1910                                                          |                                                               | 9 346                                                         |                                                               |
| 1920 | 1920                                                          |                                                               | 10 061                                                        |                                                               |
| 1930 | 1930                                                          |                                                               | 8 568                                                         |                                                               |
| 1940 | 1940                                                          |                                                               | 7 897                                                         |                                                               |
| 1950 | 1950                                                          |                                                               | 8 580                                                         |                                                               |
| 1960 | 1960                                                          |                                                               | 8 510                                                         |                                                               |
| Anm: Tabellen visar Lindesbergs landsförsamling, ej staden. Guldsmedshyttans församling är inkluderad fram till 1960. Källor: Umeå universitet - Tabellverket 1749-1859, Demografiska databasen, CEDAR, Umeå universitet |                                                               |                                                               |                                                               |                                                               |